# 阿尔韦萨
阿尔韦萨，是西班牙加泰罗尼亚莱里达省的一个市镇。 总面积38平方公里，总人口1490人（001年），人口密度39人/平方公里。